# Operação Arbeitsscheu Reich
Como parte da Operação Arbeitsscheu Reich, em abril e junho de 1938, duas ondas de prisões levaram mais de 10.000 homens ao encarceramento em campos de concentração sob a acusação de serem "elementos antissociais do triângulo negro". Durante a campanha de junho também foram presos cerca de 2.500 judeus que haviam recebido condenações anteriores por motivos variados.

## Terminologia
O termo Arbeitsscheu Reich esta presente na comunicação oficial que foi usada durante as prisões em massa. No campo de concentração de Buchenwald, os detidos foram identificados inicialmente como "prisioneiros de trabalho compulsório do Reich", mais tarde chamados de "Arbeitsscheu Reich" (ASR). Este termo foi adotado por Hans Buchheim depois de ser usado por Wolfgang Ayass, para se referir as ondas de prisões e se tornou padrão nas comunicações. 
Os "Arbeitsscheu" eram criminosos, os que se recusavam a trabalhar ou se encaixavam em outras descrições consideradas socialmente indesejáveis.
No entanto, o termo contemporâneo "Especial de Junho", para a segunda onda de prisões de judeus condenados, também foi usado na época. “Especial de Junho” é mais utilizado para se referir a prisão de judeus, enquanto “Arbeitsscheu” se refere as prisões em massa que incluí todos os encarcerados.

## Campanha em abril de 1938
A prisão e deportação de "indivíduos antisociais" foi autorizada pelo "decreto básico sobre a prevenção do crime pela polícia", emitido pelo Ministério do Interior em 14 de dezembro de 1937. A ordem ordenava a prisão preventiva dos criminosos considerados profissionais ou habituais e, posteriormente, foi estendida a qualquer um que pudesse "pôr em risco a sociedade com comportamento antissocial".
Após o plano de Heinrich Himmler de 26 de janeiro de 1938, as autoridades começaram uma "apreensão unificada, abrangente e surpreendente" dos "vagabundos". Eram homens em idade produtiva, que haviam recusado por duas vezes um emprego que lhes foi oferecido, ou desistido dele em pouco tempo. Depois de realizar essa operação, a Gestapo passou a cooperar com os escritórios de trabalho para lidar com essas pessoas.
A implementação da operação estava prevista para março, mas foi adiada devido à anexação da Áustria. As operações de prisões tiveram grande alcance em todo o Reich no período de 21 a 30 de abril. Entre 1.500 e 2.000 homens "vagabundos" foram deportados para o campo de concentração de Buchenwald.

## Operações em maio e junho de 1938
A prisões eram feitas sob o argumento de "prevenções de crimes", e não se limitavam aos “vagabundos”, sendo utilizada como argumento em prisões de forma muito mais ampla. Uma diretriz do Código Penal do Reich em abril de 1938 definia "antissocial" como qualquer pessoa que mostrasse má conduta contínua ou violações repetidas da lei, que não se encaixasse na comunidade e não se submetesse à "ordem evidente" que o estado nazista desejava. Estes eram particularmente desempregados, mendigos, prostitutas, ciganos e alcoólatras. Pessoas com doenças venéreas não tratadas também foram incluídas.
Por ordem pessoal de Hitler, os judeus foram incluídos no decreto. Wolf Gruner cita a declaração feita por Hitler na última semana de maio de 1938: "a conclusão das principais obras de terraplenagem em todo o Reich" seria concluída por "judeus antissociais e criminosos a serem presos". Quando a ordem foi aprovada oralmente, foi mal interpretada, porque o significado de "antissocial" mudava dependendo do uso de maiúsculas ou minúsculas. Contudo, o quartel-general da polícia estadual de Viena tomou a iniciativa, em 24 de maio de 1938, de ordenar que as delegacias distritais "prendessem imediatamente judeus desagradáveis, especialmente os com predisposição criminal, e os levassem para o campo de concentração de Dachau". Os dois primeiros transportes, de 31 de maio e 3 de junho, incluíram cerca de 1.200 judeus e são referidos por Wolf Gruner como "Promoções Austríacas".
Nas deportações de junho foram presas, predominantemente, pessoas consideradas antissociais. Na segunda operação foram presos, principalmente, judeus residentes no Áustria cujo registro criminal incluía condenações de mais de quatro semanas, sendo considerados antissociais. Essa onda de prisões, conhecida como Operação de Junho, levou à prisão, entre 13 a 18 de junho, de cerca de 9.000 homens.
No "Especial de Junho", majoritariamente judeus foram presos, num total de cerca de 2.300 homens. O histórico criminal muitas vezes não se baseava apenas na delinquência, mas, em grande parte, no rastreamento de vários delitos do passado, incluindo infrações menores, como infrações de trânsito.
Duzentos e onze prisioneiros judeus foram admitidos no campo de concentração de Dachau. Outros 1.256 homens judeus foram enviados ao campo de concentração de Buchenwald, e 824 ao campo de concentração de Sachsenhausen, onde foram molestados continuamente.

## Classificação
O foco das ações da polícia no combate aos inimigos políticos mudou para a prisão de pessoas por qualquer comportamento tido como "antissocial", que era visto como uma conduta social supostamente nociva devido à predisposição hereditária. Heydrich justificou a mudança em uma curta carta aos centros de controle da polícia criminal, afirmando que o comportamento antissocial não seria tolerado além da capacidade de trabalho, para não haver contratempos no plano de infraestrutura de quatro anos.
Wolfgang Ayass sugere que os trabalhadores, muitas vezes, não eram escolhidos com base na suposta periculosidade ou em seu comportamento antissocial, mas sua capacidade de trabalho era, frequentemente, o critério de determinante para a prisão. Em muitos campos de concentração esses homens foram marcados com uma insígnia negra de prisioneiro, e formaram grupos de trabalhadores antissociais até a expansão da guerra. Martin Broszat observou que, nessa época, a SS começou a aumentar a produção de material bélico, e edifícios nos campos de concentração eram necessários para abrigar um número maior de prisioneiros. Os trabalhadores "vagabundos" eram frequentemente usados para dissuasão de outros "preguiçosos" na força de trabalho, visto que muitas vezes tinham tarefas mais difíceis.
O "Especial de Junho" também foi a primeira operação realizada pela polícia de segurança de acordo com seu próprio critério, no qual um grande número de judeus alemães foi deportado para campos de concentração. Sua inclusão entre as Operações de Junho se da pela ligação às ordens pessoais de Hitler de 1º de junho de 1938 para incluir os judeus entre os detidos. Christian Dirks sugere uma conexão com os ataques antissemitas em Berlim, que, a partir de maio, também incluíram, entre 13 e 16 de junho de 1938, boicotes a comércios de propriedade de judeus, marcação de lojas, batidas em cafés e bares, e prisões. Christian Faludi observou uma conexão entre Joseph Goebbels e Wolf-Heinrich Graf von Helldorf na incitação dos "distúrbios antissemitas de rua" em Berlim e o avanço de uma "solução de estado totalmente centralizada" pelo aparato de inteligência de Reinhard Heydrich e Heinrich Himmler.
Wolfgang Ayass acredita que os números de "vagabundos" presos diminuiram em 1939, considerando que eles foram libertados, em sua maioria, por uma anistia concedida por ocasião do quinquagésimo aniversário de Hitler. Prisões em massa comparáveis para esse grupo nunca foram repetidas. No entanto, até 1945, ainda havia prisioneiros antissociais e "vagabundos" enviados para campos de concentração. O próprio Himmler estimou, em 1943, que o número total de detidos antissociais e "criminosos profissionais" era de cerca de 70.000 pessoas.
Julia Hoerath aponta que as ordens gerais de "prevenção racial" eram frequentemente conflitantes entre as autoridades locais e centrais. As lideranças da SS e da Gestapo não estabeleceram critérios imediatos sobre o assunto. 

## Literatura
- Wolfgang Ayass: "A bid of the national labor discipline". The "action indolence Empire" in 1938, in: Contributions to the National Socialist Health and Social Policy, Vol 6, Berlim 1988, p 43-74.
- Wolfgang Ayass: "asocial" in National Socialism. Klett-Cotta, Estugarda 1995, ISBN 3-608-91704-7.
- Wolfgang Ayass: "community aliens". Sources to pursue "asocial" 1933-1945, Koblenz 1998th.
- Christian Dierks: The June-action 'in Berlin in 1938. In: Beate Meyer, Hermann Simon: Jews in Berlin from 1938 to 1945. (Volume complementar em exposição na Fundação "New Synagogue Berlin – Centrum Judaicum"), Berlim 2000, ISBN 3-8257-0168-9.
- Jens Kolata: The social disciplining and "racial hygiene". The pursuit of "antisocial", "work-shy", "Swing Youth" and Sinti, in: Ingrid Bauz, Sigrid Brüggemann, Roland Maier (eds.): The Secret State Police in Württemberg and Hohenzollern, Stuttgart 2013, ISBN 3-89657-138-9, pp 321–337 (não visto)
- Stefanie Schüler Springorum: mass detainment in concentration camps. Action "work-shy Empire", November pogrom, action "Storm". In: Wolfgang Benz (Eds.): O lugar do terror. The place of terror. History of the Nazi concentration camp. Munique 2005, ISBN 3-406-52961-5, vol. 1, pp. 156–164.
- Christian Faludi (eds.): The "June Special" 1938 A documentation of the radicalization of the persecution of the Jews. Campus, Frankfurt a. M. / Nova York, 2013, ISBN 978-3-593-39823-5